# Norbert Dronia
Norbert Dronia (* 19. Oktober 1957) ist ein ehemaliger deutscher Fußballspieler. Der Abwehrspieler war von 1978 bis 1985 beim MSV Duisburg und Arminia Bielefeld in der Fußball-Bundesliga aktiv und hat insgesamt 162 Ligaspiele mit acht Toren absolviert.

## Laufbahn
Seit 1971 gehörte Dronia der Jugendabteilung des MSV Duisburg an und wurde gemeinsam mit seinen A-Jugendkollegen Norbert Fruck und Ulrich Hintzen zur Saison 1976/77 in den Bundesligakader aufgenommen. Durch Probleme der Gewöhnung an die Belastungen im Profibereich, Verletzungen und seinen Bundeswehrdienst kam der Defensivspieler aber erst in der Saison 1978/79 unter Trainer Rolf Schafstall zu seinem Bundesligadebüt. Beim Auswärtsspiel am 19. August 1978 gegen den FC Bayern München wurde er bei einer 2:6-Niederlage in der 77. Minute erstmals für Rudolf Seliger in der Bundesliga eingewechselt. Sein erstes Bundesligaspiel von Anpfiff an absolvierte der Nachwuchsspieler am 26. August, bei einer 0:3-Heimniederlage gegen Borussia Mönchengladbach. Er spielte als rechter Verteidiger an der Seite von Kees Bregman, Ditmar Jakobs und Bernard Dietz und hatte es in erster Linie mit den Gladbacher Angreifern Rudi Gores, Allan Simonsen und Ewald Lienen dabei zu tun gehabt. Am Rundenende belegte der MSV den 13. Rang und Dronia war in 27 Ligaspielen aufgelaufen. Der eigentliche sportliche Höhepunkt fand aber in den Spielen um den UEFA-Pokal statt. Dronia absolvierte auf dem Weg ins Halbfinale die sechs Spiele gegen Carl Zeiss Jena, Racing Straßburg und Honved Budapest. In den Halbfinalspielen im April 1979 stand er gegen Mönchengladbach beide Male auf dem Feld. Beim 2:2-Heimremis gegen die Elf vom Bökelberg bildete er vor Torhüter Gerhard Heinze mit Bregman, Jakobs und Peter Fenten die Defensive, unterstützt vom Mittelfeld mit Manfred Dubski, Herbert Büssers, Dietz und Spielmacher Kurt Jara. Das Heimspiel entschied Mönchengladbach mit 4:1 Toren und zog damit in das Finale ein. Mit dem Einsatz am 31. Mai 1980 bei einer 0:2-Heimniederlage gegen Fortuna Düsseldorf bestritt er sein letztes Pflichtspiel für den MSV Duisburg.
Als Nachverpflichtung wechselte er zur Runde 1980/81 zum Aufsteiger Arminia Bielefeld. Seine ersten Bundesligaminuten für die Arminen erlebte er am 3. September 1980 bei einem 2:2-Auswärtsremis bei Bayer Uerdingen, als er in der 81. Minute eingewechselt wurde. Der hochgehandelte Aufsteiger legte mit 1:11 Punkten einen Fehlstart hin und ersetzte Aufstiegstrainer Hans-Dieter Tippenhauer bereits am 21. Oktober durch Willi Nolting, welcher aber am 1. Dezember 1980 durch Horst Franz abgelöst wurde. Dronia gehörte am 30. Spieltag, den 9. Mai 1981, als rechter Verteidiger dem Arminen-Team an, dass mit 3:2 den entscheidenden Sieg zum Klassenerhalt gegen München 1860 gelang. Unter Trainer Franz absolvierte er 1981/82 beim Erreichen des 12. Ranges 33 Ligaspiele und erzielte vier Tore. In der Runde unter Franz-Nachfolger Horst Köppel, 1982/83, kam er infolge langwieriger Verletzungsfolgen zu keinem Einsatz. In der Vorschau auf die Runde 1983/84 ist im Kicker-Sonderheft notiert: „Alle Fußballfreunde rund um die Alm hoffen, dass es in der neuen Saison endlich etwas wird mit Norbert Dronia, die Mannschaft in der Abwehr somit endlich stabilisiert ist. Kein Zweifel, dass das Feldkamps [der neue Trainer] erstes Ziel ist und dass es ihm auch gelingt, Sicherheit in die hinteren Reihen zu bringen.“ Mit dem Torverhältnis von 40:49 gegenüber dem Vorjahr mit 46:71 gelang dies Trainer Karlheinz Feldkamp – er wurde ab 23. März 1984 durch Gerd Roggensack abgelöst – und Dronia hatte tatsächlich in 27 Einsätzen und drei Toren daran mitgewirkt.
Dronia wurde 1983 und 1984 jeweils Achter mit Bielefeld. Die Saison 1984/85 beendete die Arminia als Drittletzter und verlor in der Relegation gegen den 1. FC Saarbrücken, wodurch die Mannschaft in die 2. Bundesliga abstieg.
Dronia beendete daraufhin seine Karriere im höherklassigen Fußball.